# ムーンビームヴァーズ
ムーンビームヴァーズ（Moonbeam Vase）とは、シンガポールのクランジ競馬場の芝1600メートルで行われていた競馬の競走である。2010年に新設された競走である。
負担重量は2勝以下の馬は52キロ、57キロを上限として以降1勝毎に1キロ加増。59キロを上限としてG2競走またはG3競走優勝馬は1キロ加増、G1競走優勝馬は2キロ加増。出馬登録確定の際、最大負担予定馬の斤量が57キロ未満だった場合は負担斤量が57キロになるように調整される。牝馬1．5キロ減。
2011年から2017年までは日本軽種馬協会の協賛競走となり、優勝馬主及び調教師は5月に行われる北海道トレーニングセール（2歳）へ招待された。また、優勝馬が日本産馬で且つ日本での市場取引馬である場合、優勝馬主には5万シンガポールドル、調教師には1万シンガポールドルのボーナスが与えられた。
2017年までは距離芝1800mで施行されていたが、2018年より芝1600mに変更された。

## 歴代優勝馬
| 施行年 | 優勝馬          | 日本語読み             | タイム  | 優勝騎手           | 管理調教師 |
| ------ | --------------- | ---------------------- | ------- | ------------------ | ---------- |
| 2010年 | Super Gold      | スーパーゴールド       | 1:46.89 | J Powell           | S Chua     |
| 2011年 | Dontellthewife  | ドンテルゼワイフ       | 1:51.00 | KB Soo             | M Clements |
| 2012年 | Nandowra        | ナンドウラ             | 1:53.94 | C Williams         | M Freedman |
| 2013年 | Ready To Strike | レディートゥストライク | 1:46.65 | J Moreira          | L Laxon    |
| 2014年 | Cash Luck       | キャシュラック         | 1:47.60 | J Powell           | D Kok      |
| 2015年 | Thumping        | サムピング             | 1:46.86 | APP K A'Isisuhairi | H Takaoka  |
| 2016年 | In Fact         |                        | 1:47.74 | APP MM Firdaus     | P Shaw     |
| 2017年 | Infantry        | インファントリー       | 1:47.43 | M Nunes            | HW Tan     |
| 2018年 | Nova Strike     |                        | 1:34.61 | O Placais          | HW Tan     |
| 2019年 | Elite Excalibur |                        | 1:33.62 | B Thompson         | C Brown    |